# Савченко Анатолій Валентинович
Анато́лій Валенти́нович Са́вченко (28 травня 1993 — 11 липня 2014) — солдат 72-ї окремої механізованої бригади Збройних сил України, учасник російсько-української війни на Сході України.

## З життєпису
Народився 1993 року в селі Пірнове.
У часі війни мобілізований, далекомірник — номер обслуги, 72-а окрема механізована бригада.
Загинув 11 липня 2014 р. близько 4:45 під час артилерійського обстрілу машин супроводження конвою бригади 500 м південно–західніше села Зеленопілля, Свердловського району Луганської області.
Похований у селі Пірнове.
Без Анатолія лишились мама та старший брат.

## Нагороди та вшанування
- 29 вересня 2014 року — за особисту мужність і героїзм, виявлені у захисті державного суверенітету та територіальної цілісності України, вірність військовій присязі під час російсько-української війни, відзначений — нагороджений орденом «За мужність» III ступеня (посмертно).
- 2 вересня 2015 року на будівлі Вищедубечанської школи в селі Пірнове Анатолію Савченку була встановлена меморіальна дошка.
- 10 вересня 2020 року рішенням Вишгородської міської ради № 67/3 присвоєно звання «Почесний громадянин міста Вишгород» (посмертно).[1]